# Robert Friedlaender-Prechtl

Robert Friedlaender-Prechtl um 1910

Robert Friedlaender-Prechtl (* 31. Mai 1874 in Wien; † 13. August 1950 in Starnberg) war ein österreichisch-deutscher Unternehmer, Publizist und Schriftsteller. Für seine literarischen Arbeiten nahm er den Namen der Mutter an und veröffentlichte auch unter dem Pseudonym Pankratius Pfauenblau.

RFP-Signatur

## Leben
Robert Friedlaender wurde als der älteste von zwei Söhnen des Ingenieurs Josef Friedlaender (1836–1905) und der Beatrix Prechtl (1853–1919) in Wien geboren. Die jüdische Linie der väterlichen Vorfahren kam aus Schlesien und hatte um 1814 das preußische Bürgerrecht erhalten. Ein Vorfahre der christlichen Mutter, der Physiker und Chemiker Johann Joseph Ritter von Prechtl, war 1814 der Gründer des Wiener Polytechnikums (heute Technische Universität Wien). Zur Eheschließung trat der Vater in die evangelische Kirche ein und seine Kinder wurden evangelisch getauft.
1884–1892 besuchte Friedlaender-Prechtl das Humanistische Gymnasium in Wien, wo er Hugo von Hofmannsthal begegnete. 1895 verließ er die dortige Technische Handelshochschule mit dem Abgangszeugnis zum Kaufmann. Anfang 1900 lernte er seine spätere Frau, die Mezzosopranistin Magda von Dulong kennen; sie hatte ihre Karriere unter dem Namen Magda Lossen begonnen. Aus der ersten Ehe mit dem Sänger Henry von Dulong stammten die Zwillinge Ingeburg (1897–1935) und Irmela von Dulong (1897–1985). Am 15. November 1909 fand die standesamtliche Heirat von Friedlaender-Prechtl mit Meta Cleophea in Berlin-Schöneberg statt.
1906 erkrankte Robert Friedlaender-Prechtl und war seitdem an „beiden Beinen gelähmt“ und auf einen Rollstuhl angewiesen.
1912/1913 ließ er sich von dem Architekten Otto Bartning eine Villa auf einem Doppelgrundstück in der neu erschlossenen Miquelstraße 88/90 in Berlin-Dahlem errichten.
Mitte der zwanziger Jahre schied Friedlaender-Prechtl aus dem aktiven Geschäftsleben aus. Er zog an den Würm- heute Starnberger See, wo er sich bei Kempfenhausen von dem Münchner Architekten Carl Sattler das Haus Ruland erbauen ließ und auf dem hinzu gepachteten Sattlerhof Landwirtschaft betrieb. 1932 verkaufte er die Villa an den Aachener Waggon-Hersteller Gustav Talbot, errichtete auf dem nun geteilten Grundstück ein kleineres Landhaus in Holzbauweise, siedelte aber 1937 wegen der nahen NS-Prominenz nach Starnberg und bezog 1938 ein Haus in der Wilhelmshöhenstraße. Er verkehrte mit Schriftstellerkollegen aus der Region: Friedrich Alfred Schmid Noerr (1877–1969); Hans Ludwig Held; Mor von Weber, Charlo, urspr. Charlotte Weber (1898–1984); Albert Talhoff (1888–1956); Hermann Uhde-Bernays; langjährige Brief- und Gesprächspartner waren der Kulturphilosoph Leopold Ziegler, der Münchner Bibliothekar Hans Ludwig Held und der Lübecker Unternehmer Heinrich Dräger. Nach Kriegsbeginn und dem entzogenen Automobil lebte er „interniert“ wie „Hieronymus im Gehäus; aber da das Gehäus erhalten geblieben ist besteht kein Anlass zu murren“.
Jüdischen Verfolgten aus seinem Bekannten- und Verwandtenkreis versuchte er zu helfen, u. a. der Malerin Hilde Gräfin Vitzthum, geb. Goldschmidt (Selbstmord Mai 1942), Anna Lehmann, geb. Friedlaender (1864–1942 Theresienstadt) und ihren emigrierten Töchtern Hanne Angel Dora Höllering; dabei halfen ihm seine Verbindungen zu Gegnern des Nationalsozialismus wie den Diplomaten Albrecht Graf von Bernstorff und Friedrich von Prittwitz und Gaffron oder dem Juristen Dr. Walther Schreiber, der 1938 bis 1945 als Verwalter des „feindlichen“ Friedlaender-Fuld-Vermögens der emigrierten Ehefrau und Mutter Milly Friedlaender-Fuld und Tochter Marie-Anne von  Goldschmidt-Rothschild (1892–1973) im Auftrag staatlicher Behörden eingesetzt war sowie der langjährige Geschäftspartner und vertraute Freund, der Schwede Dr. Ing. Richert von Koch.
1946 reagierte er auf Unterstellungen, er sei wegen seiner Wirtschaftstheorien Anhänger der Nationalsozialisten gewesen, mit einer Selbstanklage für ein Spruchkammerverfahren in Starnberg; am 28. Juli 1947 beschloss die Kammer die Einstellung mit der Begründung, es habe sich „teilweise um Mißverständnisse, im übrigen aber um den üblichen Dorfklatsch gehandelt“.
Er starb auf den Tag vier Monate nach dem Tod seiner Frau am 13. Mai 1950. Die Grabstelle auf dem Friedhof Hanfelder Straße ist heute aufgelassen.

Die Sängerin Magda Lossen 1901

## Unternehmer
Nach seiner Ausbildung als Kaufmann trat er in die väterliche Fabrik für landwirtschaftliche Maschinen ein. 1905 holte ihn sein Vetter, der oberschlesische Kohlengroßhändler und Montanindustrielle und 1906 geadelte Fritz von Friedlaender-Fuld in die Zentralverwaltung Berlin. Dort arbeitete er als Generalbevollmächtigter in zahlreichen Firmenbeteiligungen des Konzerns. Nach dem Tod des Cousins 1917 war er für die Erben als Testamentsvollstrecker eingesetzt, neben dem Oberfinanzrat Dr. Ernst Springer (1860–1944 Theresienstadt) und dem Juristen Dr. Franz Oppenheimer (1871–1950 New York), jetzt einer der beiden Gesellschafter der Firma Emanuel Friedlaender & Comp. 1918 machte er sich in der Berliner Behrenstraße 7 selbständig mit der Übernahme der Industrieverwaltung AG; er und Dr. Richert von Koch bildeten den Vorstand. Nach seinem Konzept – Ich hatte stets besonderes Interesse an Erfindungen, die Deutschland vom Import lebenswichtiger Produkte frei machen sollten – gründete er entsprechende Firmen, für die er bis 1937 auch im Aufsichtsrat saß (Braunkohlen-Produkte AG in Berlin, Natronzellstoff und Papierfabriken AG, Berlin). In einem Konsortium für Kohlechemie unterstützte er den Chemiker Friedrich Bergius. 1924 trat er aus der Industrieverwaltung AG aus und widmete sich neuen Aufgaben.
Bereits 1919 hatte er in Berlin den Spiegel-Verlag gegründet, in dem er jetzt neben den eigenen Werken auch die Zeitschrift Der Spiegel. Beiträge zur sittlichen und künstlerischen Kultur herausgab und im ersten Heft verkündete: Der SPIEGEL soll eine Tribüne sein für diejenigen geistigen Menschen, die an das Wiedererstehen der deutschen Kultur in einer neuen, reineren Atmosphäre mit aller Inbrunst glauben und an deren Aufbau mit allen Kräften mitzuwirken keine Zeit für zu schwer und zu wirr halten. In ihr ließ er bürgerlich-konservative Autoren kontrovers zu Zeitthemen schreiben. Nach 26 Heften endete das verlegerische Unternehmen im April 1921.
1920 pachtete Robert Friedlaender-Prechtl in Berlin-Steglitz das Schlosspark-Restaurant (Schlossstr. 48) für 30 Jahre und finanzierte den Umbau zum Schlosspark-Theater, das im Mai 1921 mit der Tragödie Timon von Shakespeare, von Friedlaender-Prechtl neu übersetzt, eröffnet wurde.
Zur Verbreitung seiner wirtschaftstheoretischen Anliegen gab er wieder ein Periodikums heraus: Die Wirtschafts-Wende. Zeitschrift für deutsche Wirtschaftserneuerung. Den Beweggrund für die Herausgabe nannte er in einem Brief an Leopold Ziegler: Es ist höchste Zeit […] dass die heillose Spaltung: hie geistige, hie wirtschaftliche Probleme, endlich aufhört und die Erkenntnis lebendig wird, dass alle Seiten der menschlichen Betätigung, also auch die wirtschaftlichen, letzten Endes im Geist gründen. Das letzte Heft erschien im Februar 1933.

Signet des Spiegel-Verlages um 1920, Berlin

## Publizist
Nicht nur mit Hilfe der eigenen Verlags- und Zeitschriftengründungen hat sich Robert Friedlaender-Prechtl zu den politischen, wirtschaftlichen und kulturellen Themen der Zeit geäußert, sondern auch in vielen Kunst- und Kulturzeitschriften veröffentlichte er Kritiken zum Theater, zu Literatur und Musik. Regelmäßig schrieb er in der Vossischen Zeitung, dort auch zu politischen Themen, so am 27. Juni 1922 einen emphatischen Nachruf auf den ermordeten Walther Rathenau. Mit der zunehmenden Wirtschaftskrise brachte er in streitfreudigen Aufsätzen und dem Buch Wirtschafts-Wende (1931) seine unternehmerischen Erfahrungen in Konzepte zu ihrer Bewältigung ein. Er gehörte zum engen Kreis der bürgerlichen Reformer in der Studiengesellschaft für Geld- und Kreditwirtschaft (Wilhelm Grotkopp, Heinrich Dräger u.a) und forderte als einer der ersten Höchstsummen für Arbeitsbeschaffungsmaßnahmen zur Beseitigung der steigenden Arbeitslosigkeit. Wieweit die Nationalsozialisten 1933 auf sein Programm zurückgriffen, ist in der wissenschaftlichen Literatur umstritten.
Anfang 1933 erschienen seine letzten Beiträge. Nach den ersten Boykottmaßnahmen der Nationalsozialisten schrieb er in einem bitteren Brief vom April 1933 an den Mitstreiter Dr. Hans Lambrecht, Mitglied im Reichskuratorium für Wirtschaftlichkeit:
Ich habe mich von Anfang meines Lebens an als Deutscher und nur als Deutscher gefühlt. Ich habe mich in meinen öffentlichen Arbeiten stets als ein leidenschaftlicher Bekenner des Gedankens ‚Deutschland’ betätigt. […] Nun aber bin ich heimatlos gemacht und volklos geworden. Darüber komme ich nicht weg. Ich kann nicht mehr und will nicht mehr mitarbeiten an dem Ergehen dieses Landes, das ich bisher als meine Mutter angesehen habe – das sich aber jetzt als eine hasserfüllte Stiefmutter entpuppt.
Publizistisch ist er bis 1946 nicht mehr hervorgetreten, zumal auch eine 1934 beantragte Mitgliedschaft in der NS-Reichskulturkammer abgelehnt wurde.
Beeindruckt von den selbst erlebten Hungerjahren nach dem Krieg widmete er das erste und einzige Heft einer neuen Reihe Wirtschafts-Wende dem britischen Ökonom Thomas Malthus und formulierte darin Gedanken, die heute wieder aktuell sind:
Die Überbewertung der Industrie mit ihrer grundsätzlich expansiven und zu Konflikten führenden Tendenz hat die Menschen der Mutter Erde entfremdet. […] Die Verbindung mit einem auch nur geringen Stück Eigenland, dem die Menschen durch freiwillige Arbeit in Intensivkultur Nahrung abgewinnen, macht sie materiell und moralisch widerstandsfähig, gibt ihnen Heimatgefühl: eine Tatsache von nicht hoch genug einzuschätzender politischer und sozialer Bedeutung.

Der Spiegel 1920

## Schriftsteller
Literarisch trat Robert Friedlaender-Prechtl mit relativ wenigen Arbeiten hervor, diese jedoch waren immer als programmatische, gelegentlich theorielastige Aussagen gemeint. 1914 verlegte er die Gedichte der Zeit, die er in einem Brief an Ulrich von Wilamowitz-Moellendorff als „Kriegsgedichte“ bezeichnete. Zum immer wiederholten Lebensthema wurde das nach seiner todesnahen Erkrankung verfasste Drama Alkestis. Die Tragödie vom Leben, in dem die existentiellen Fragen nach Freiheit und Verantwortung in der Moderne gestellt werden. Geschrieben 1908, verlegte er es erstmals 1917 in einer Vorzugsausgabe, weitere, teils veränderte Auflagen erschienen 1918 bis 1924 in verschiedenen Verlagen. Das Theaterstück wurde am 18. April 1918 am Königlichen Schauspielhaus in Dresden mit Friedrich Lindner und Melitta Leithner in den Hauptrollen uraufgeführt.
1935/36 schrieb Robert Friedlaender-Prechtl einen Roman mit dem originalen Titel Titanensturz, der 1937 im Wiener Saturn-Verlag erschien, nach dem sog. Anschluss Österreichs eingestampft und dann 1938 in London (Martin Secker) und 1940 in New York (E.P. Dutton) und Stockholm (Skoglund) unter dem besser zu vermarktenden Titel Titanic veröffentlicht wurde. Auflagen in der Bundesrepublik erschienen in verschiedenen Verlagen bis in die 70er Jahre. Motiv des Romans war der Untergang des Ozeanriesen Titanic im Jahr 1912: der Autor schildert kulturkritisch den auch moralischen Untergang der Wirtschaftsbosse und Bankiers, wie er diese Gesellschaftsschicht selbst erlebt haben mag; aus der Sinnkrise, in die der Protagonist geraten ist, rettet ihn die Liebe und die Kunst.
1946 sandte er an Freunde eine Liste der nach 1933 entstandenen, unveröffentlichten Arbeiten. Geplant war die Erzählung einer umfassenden jüdisch-abendländischen Vergangenheit am Beispiel einzelner Religionen, Völker und Personen und sollte die Gegenwart als Absturz deutlich machen. Von diesen (nicht mehr vorhandenen) Manuskripten sind nur erschienen Giordano Bruno und Galilei. Prozesse um ein Weltbild (1947) und die später umgearbeitete Fassung des ehemals dreibändigen Manuskriptes Evangelien-Einklang, erschienen postum 1954 unter dem Titel Die Geschichte des Jesus von Nazareth.

## Werke
- Robert Prechtl: Gedichte dieser Zeit. 1914 (Als Manuskript gedruckt für meine Freunde); Exemplar Deutsches Literaturarchiv Marbach
- Robert Prechtl: Alkestis. Die Tragödie vom Leben, geschrieben 1908, (Privatdruck Charlottenburg 1917, mehrere spätere Aufl. in verschiedenen Verlagen)
- Robert Friedlaender: Fritz von Friedlaender-Fuld und deutsche Wirtschaft. O. O., o. J., [Berlin 1918]
- Robert Prechtl: Die Nacht der Jenny Lind. Ein fröhlich-ernstes Spiel. Berlin 1919
- Robert Prechtl: Spiel und Zwischenspiel. Versuche zu menschlicher und künstlerischer Erziehung. Berlin 1920
- Der Weiber-Staat. Komödie in drei Akten / nach Aristophanes von Pankrazius Pfauenblau. Berlin 1920
- Robert Prechtl: Trilogie der Leidenschaft. Ysot. Marke. Tristan. München [1922]
- Robert Friedlaender: Chronische Arbeitskrise. Ihre Ursache, ihre Bekämpfung. Berlin 1926
- Robert Prechtl: Italienfahrt. Ein deutsches Schicksal. Leipzig 1930
- Robert Friedlaender-Prechtl: Wirtschafts-Wende. Die Ursachen der Arbeitslosenkrise und deren Bekämpfung. Leipzig 1931
- Robert Prechtl: Der Titanensturz. Roman eines Zeitalters. Wien 1937
- Robert Friedlaender: „OPPELN / aus einem Lebensrückblick“, undatiert [1944]; Maschinenschr. vervielf., 7 Seiten, 1944, Deutsche Nationalbibliothek Leipzig, Slg. Exil-Literatur: Exil 2004 B 5
- Robert Prechtl: Das Lied vom Leben. Requiem für alle Toten dieses Krieges. Als Ms. gedruckt, Starnberg, Selbstverlag; Ex. in Staatsbibliothek zu Berlin, Preußischer Kulturbesitz
- Robert Prechtl: Giordano Bruno und Galilei. Prozesse um ein Weltbild. München 1947 (Prozesse der Weltgeschichte, hrsg. von Kurt Pfister)
- Robert Friedlaender-Prechtl (Hg.): Malthus? Wirtschaftswende, 1. Band. Stuttgart 1948
- Die Geschichte des Jesus von Nazareth. Nach den 4 Evangelientexten zusammengest. Hrsg. Robert Friedlaender-Prechtl. München 1954 (postum)